# Тезеро
Тезеро (італ. Tesero) — муніципалітет в Італії, у регіоні Трентіно-Альто-Адідже,  провінція Тренто.
Тезеро розташоване на відстані близько 500 км на північ від Рима, 40 км на північний схід від Тренто.
Населення — 2943 особи (2014).
Щорічний фестиваль відбувається 14 червня. Покровитель — San Eliseo.

## Демографія
Населення за роками:

Станом на 1 січня 2023 року в муніципалітеті офіційно проживало 196 іноземців з 25 країн, серед них 80 громадян країн Євросоюзу та 10 громадян України.

## Сусідні муніципалітети
- Кавалезе
- Нова-Поненте
- Панкія
- П'єве-Тезіно
- Предаццо
- Варена